# Henry Plumb, Baron Plumb

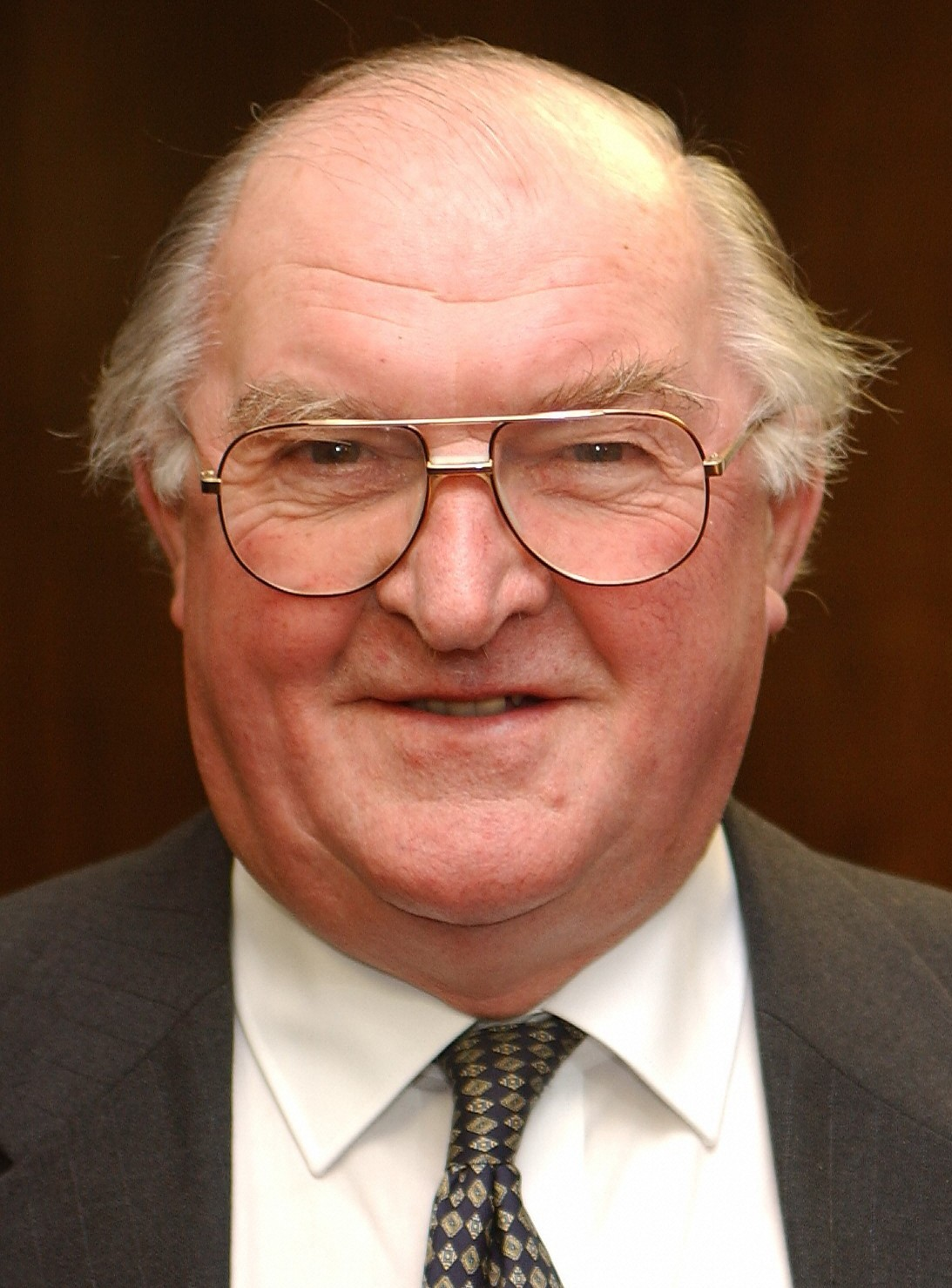
Henry Plumb, Baron Plumb, 2001

Charles Henry Plumb, Baron Plumb (* 27. März 1925 in Warwickshire; † 15. April 2022) war ein britischer Landwirt und Politiker der Konservativen Partei. Er war von 1987 bis 1989 Präsident des Europäischen Parlamentes und – bedingt durch den Brexit – damit der einzige Brite in dieser Funktion.
Plumb war ein führendes Mitglied des britischen Bauernverbands National Farmers Union und von 1970 bis 1979 Präsident dieser Organisation. Zwischen 1979 und 1999 wurde er für den Wahlkreis Cotswolds in das Europäische Parlament gewählt. Er war von 1979 bis 1982 Vorsitzender des Landwirtschaftsausschusses und von 1982 bis 1987 Fraktionsvorsitzender der Europäischen Demokraten. Zwischen 1987 und 1989 war er Parlamentspräsident. Danach war er bis 1994 einfaches Mitglied im Landwirtschaftsausschuss. Zwischen 1994 und 1999 war Mitglied im Ausschuss für Entwicklung und Zusammenarbeit.
Plumb wurde 1987 als Baron Plumb, of Coleshill in the County of Warwickshire, zum Life Peer erhoben. Er war von 1995 bis 2012 Kanzler der Coventry University und Mit-Gründer der EU-Lobbyingkanzlei Alber & Geiger.